# Nancy Wilson
Nancy Wilson (* 16. března 1954 San Francisco) je americká kytaristka a zpěvačka, mladší sestra zpěvačky Ann Wilson. Od roku 1974 působí v kapele Heart, ve které od roku 1972 hraje i její sestra. Skupinu opustila v roce 1995, ale o sedm let později se opět vrátila.
Hrála i v několika filmech, mezi které patří Zlaté časy na Ridgemont High (1982) a The Wild Life (1984) a složila hudbu pro film Na pokraji slávy (2000), který režíroval její manžel Cameron Crowe.